# Sats (typografi)
 For alternative betydninger, se Sats. (Se også artikler, som begynder med Sats)
Sats er oprindelig de af sætteren sammenstillede linjer, spalter eller sider, der kan benyttes til aftryk i bogtryk. Senere kom sats til at betyde enhver tekst opsat til trykning, evt. ved affotografering. 
Satsen kunne bestå af håndsats, løse blytyper samlet med håndkraft, eller maskinsats. Fotosats regnes også som maskinsats. Satsen kan være 'skær' eller 'glat', hvilket betegner sats uden større variationer i skrifter eller størrelser, eller 'kompliceret' eller 'blandet' sats. Det sidste dækker over mange 'accidenser' (bl.a. annoncer og andre ”tilfældige” tryksager) og sats med indsatte illustrationer klicheer).